# Eyk Pokorny
Eyk Pokorny (né le 22 novembre 1969 à Berlin) est un coureur cycliste allemand. Il a notamment été champion du monde de tandem amateur en 1991 avec Emanuel Raasch.

## Palmarès

### Championnats du monde
- Hamar 1993
  -  Médaillé de bronze de la vitesse
- Perth 1997
  -  Médaillé d'argent de la vitesse par équipes
- Bordeaux-Lac 1998
  -  Médaillé de bronze de la vitesse par équipes
- Berlin 1999
  -  Médaillé de bronze de la vitesse par équipes

### Championnats du monde amateurs
- Stuttgart 1991
  -  Champion du monde de tandem (avec Emanuel Raasch)

### Championnats du monde juniors
- 1986
  -  Médaillé de bronze de la vitesse
- 1987
  -  Champion du monde de vitesse juniors

### Coupe du monde
- 1996
  - 2e de la vitesse à Athènes
- 1997
  - 3e du keirin à Trexlertown
  - 2e de la vitesse à Cali
  - 2e de la vitesse à Trexlertown
- 1998
  - 1er de la vitesse par équipes à Berlin
  - 2e du keirin à Hyères
  - 3e de la vitesse à Hyères
- 2001
  - 3e de la vitesse par équipes à Szczecin

### Championnats d'Europe
- 1997
  -  Champion d'Europe d'omnium

### Championnats d'Allemagne
- 1991
  -  Champion d'Allemagne de tandem amateurs (avec Emanuel Raasch)
  - 3e de la vitesse
- 1992
  -  Champion d'Allemagne de tandem amateurs (avec Emanuel Raasch)
  - 2e de la vitesse
- 1993
  - 2e de la vitesse
- 1994
  - 2e de la vitesse
- 1995
  - 2e de la vitesse
- 1996
  - 2e de la vitesse
- 1997
  -  Champion d'Allemagne de vitesse
  -  Champion d'Allemagne de vitesse par équipes (avec Jan van Eijden et Sören Lausberg)
- 1998
  - 2e de la vitesse
  - 2e de la vitesse par équipes
- 1999
  -  Champion d'Allemagne de vitesse par équipes (avec Jan van Eijden et Jens Fiedler)
  - 2e de la vitesse
- 2000
  - 3e de la vitesse
- 2001
  -  Champion d'Allemagne de vitesse par équipes (avec Jens Fiedler et Sören Lausberg)
  - 2e de la vitesse
  - 3e du keirin